# 자궁 기형
자궁 기형(子宮畸形, uterine malformation)은 발생 단계에서 중간콩팥곁관의 이상 발달로 인하여 발생되는 일종의 여성 생식기 기형이다. 증상으로는 무월경, 불임, 습관성 유산, 통증에서부터 결함의 본성에 따라 정상적인 기능을 하는 것으로까지 그 범위가 다양하다.

## 유병률
자궁 기형의 유병률은 통상 인구의 6.7%에 이르는 것으로 짐작되며, 이는 불임 인구보다 조금 더 높은 편(7.3%)이며 습관성 유산력이 있는 여성 인구에서 상당히 유병률이 높다. (16%)

## 유형
미국생식의학회(ASRM) 분류는 다음과 같이 유형을 나누고 있다:
- I 등급: 뮐러관무발생
- II 등급: 단각자궁
- III 등급: 중복자궁
- IV 등급: 쌍각자궁
- V 등급: 자궁중격
- VI 등급: DES 자궁.

## 치료
환자의 문제의 정도에 따라 외과 수술을 수행할 수 있다. 쌍자궁 수술은 일반적으로 권고되지 않는다. 복강경검사와 자궁경수술을 동반하는 단순 외래환자 수술의 경우 자궁사이막을 절개할 수 있다. 이 수술은 이러한 이상이 있는 여성의 유산율을 상당히 줄여준다.

## 같이 보기
- 중복자궁